# Plutonia nitida
Plutonia nitida is een slakkensoort uit de familie van de Vitrinidae. De wetenschappelijke naam van de soort is voor het eerst geldig gepubliceerd in 1847 door A.A. Gould.